# Vasi David
I Vasi David sono due vasi da tempio realizzati nel 1351, sotto la dinastia Yuan. Essi sono stati definiti come "i più celebri vasi in porcellana del mondo" e tra le produzioni più importanti in porcellana bianca e blu.
Pur essendo già degni di nota perché costituenti indubbiamente un raffinato esempio del loro genere, la loro particolarità risiede, in realtà, nella presenza della datazione che è leggibile nelle iscrizioni sulla superficie dei vasi. La sua presenza permise di qualificarli, al momento della loro acquisizione, come il più antico esempio di porcellana bianca e blu di cui si ha una certa collocazione temporale (sebbene tale tipologia di vasellame fosse quasi sicuramente realizzata anche in tempi più antichi).
I vasi traggono la loro denominazione dal sinologo e collezionista d'arte britannico Percival David, che li riunì acquisendoli da due contesti differenti. Attualmente sono parte della collezione della Percival David Foundation of Chinese Art e sono esposti al British Museum di Londra.

## Storia
I vasi sono prodotti in porcellana di Jingdezhen e furono commissionati nel 1351 da un soggetto di nome Zhang Wenjin (張文進), proveniente dall'area della contea di Yushan. Furono richiesti come manufatti d'altare, insieme a un incensiere (che però non è stato mai ritrovato), per un tempio taoista nello Xingyuan, nell'odierna contea di Wuyuan. Si è ipotizzato che i vasi fossero stati realizzati nelle fornaci di Hengfeng Zhen, nei pressi del tempio. Le lunghe iscrizioni aggiunte sui vasi permette la loro datazione certa.
Percival David ricevette il primo vaso intorno al 1920 dall'Onorevole Mountstuart William Elphinstone, fratello di Sidney Elphinstone, XVI Lord Elphinstone; nel 1935 acquistò il secondo in una vendita all'asta di Sotheby's della collezione di Charles Ernest Russell. Quest'ultimo a sua volta lo aveva precedentemente ricevuto da Elphinstone, anche se taluni fonti riferiscono diversamente: Russell avrebbe acquistato il vaso da un collezionista cinese, Wu Lai-Hsi (吳賴熙, Wu Laixi), il quale a sua volta lo avrebbe comperato da un sacerdote di un tempio collocato nella parte orientale di Pechino (ma ques'ultima tesi non è supportata da prove sufficienti).

### Datazione

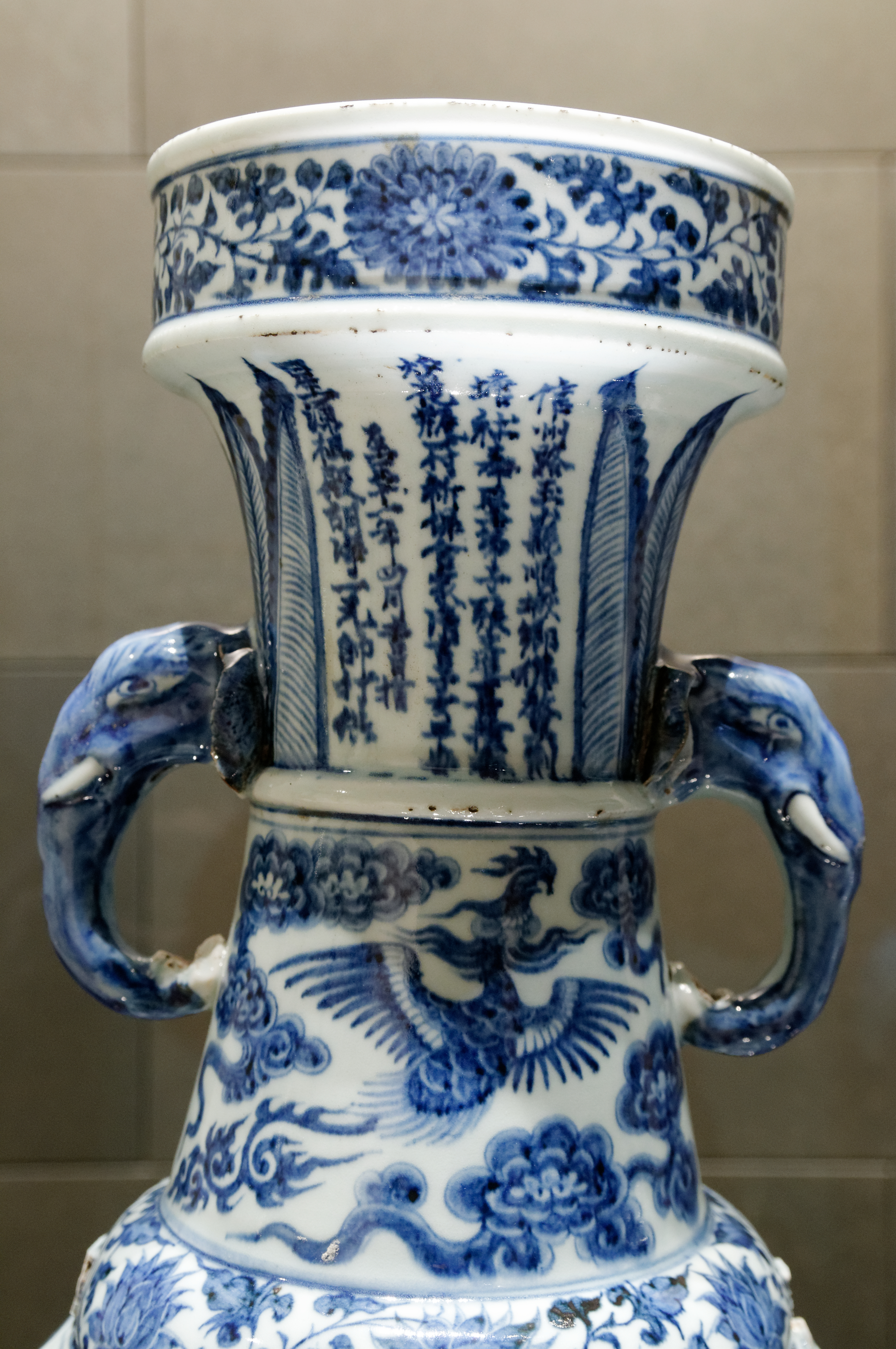
Dettaglio del collo di uno dei due vasi.

Le iscrizioni, che permettono di datare i vasi al 1351, risultano fondamentali per la dibattuta questione della diffusione dello stile bianco e blu. Secondo gli esperti del British Museum i due oggetti, collocandosi nell'ultima fase della dinastia Yuan, risultano essere i più antichi esempi di tale genere di vasellame. La qualità dei vasi David rende possibile affermare che la tecnica, negli ultimi anni della dinastia Yuan, fosse già sufficientemente sofisticata da permettere il raggiungimento di una qualità manifatturiera così alta. All'epoca dell'acquisto dei vasi da parte di Percival David lo stile bianco e blu era collocato durante gli anni della dinastia Ming: le due porcellane, pertanto, hanno svolto un ruolo chiave nella correzione di tale convinzione. Ciononostante, alcuni studiosi ritengono di poter anticipare la produzione dei vasi David fino alla dinastia Song. Inoltre, alcuni esempi isolati di ceramiche bianche e blu sono stati rinvenuti tra i prodotti artigianali del tesoro del naufragio di Belitung: essi sarebbero addirittura risalenti alla dinastia Tang, in un periodo compreso tra l'825 e l'850.

### Contesto storico
Trattandosi, per molti anni, dell'unico caso di porcellana bianca e blu datata con certezza i vasi sono stati considerati "una pietra miliare nella cronologia dello stile bianco e blu" e "perno degli studi sullo sviluppo dell'arte ceramica cinese con decorazioni blu sottosmalto". Sono quindi divenuti punto di riferimento e oggetto di comparazione per tutti gli altri manufatti di tale genere risalenti alla dinastia Yuan. Secondo l'opinione di una parte degli esperti, va comunque tenuto presente che i David furono prodotti in un momento caratterizzato da disordini e instabilità, perciò possono essere rappresentativi soltanto dello stile bianco e blu nella sua fase di declino. Difatti, in seguito alla riunione dei vasi David, sono stati scoperti altri esempi di porcellana di alta qualità del periodo Yuan, proveniente da fornaci ufficiali (più precisamente, verificate come tali).
In passato si pensava che i primi esemplari del genere bianco e blu fossero destinati esclusivamente all'esportazione, considerando anche l'opinione originariamente negativa che si aveva in Cina con riguardo a tale stile. Nell'opera letteraria Gegu Yaolun, risalente alla prima fase Ming, il vasellame blu (e quello a più colori) viene definito "estremamente volgare". Nel caso dei David, si può invece affermare, contrariamente a quanto si credeva in precedenza, che la porcellana bianca e blu veniva prodotta anche per l'utilizzo locale.

## Descrizione

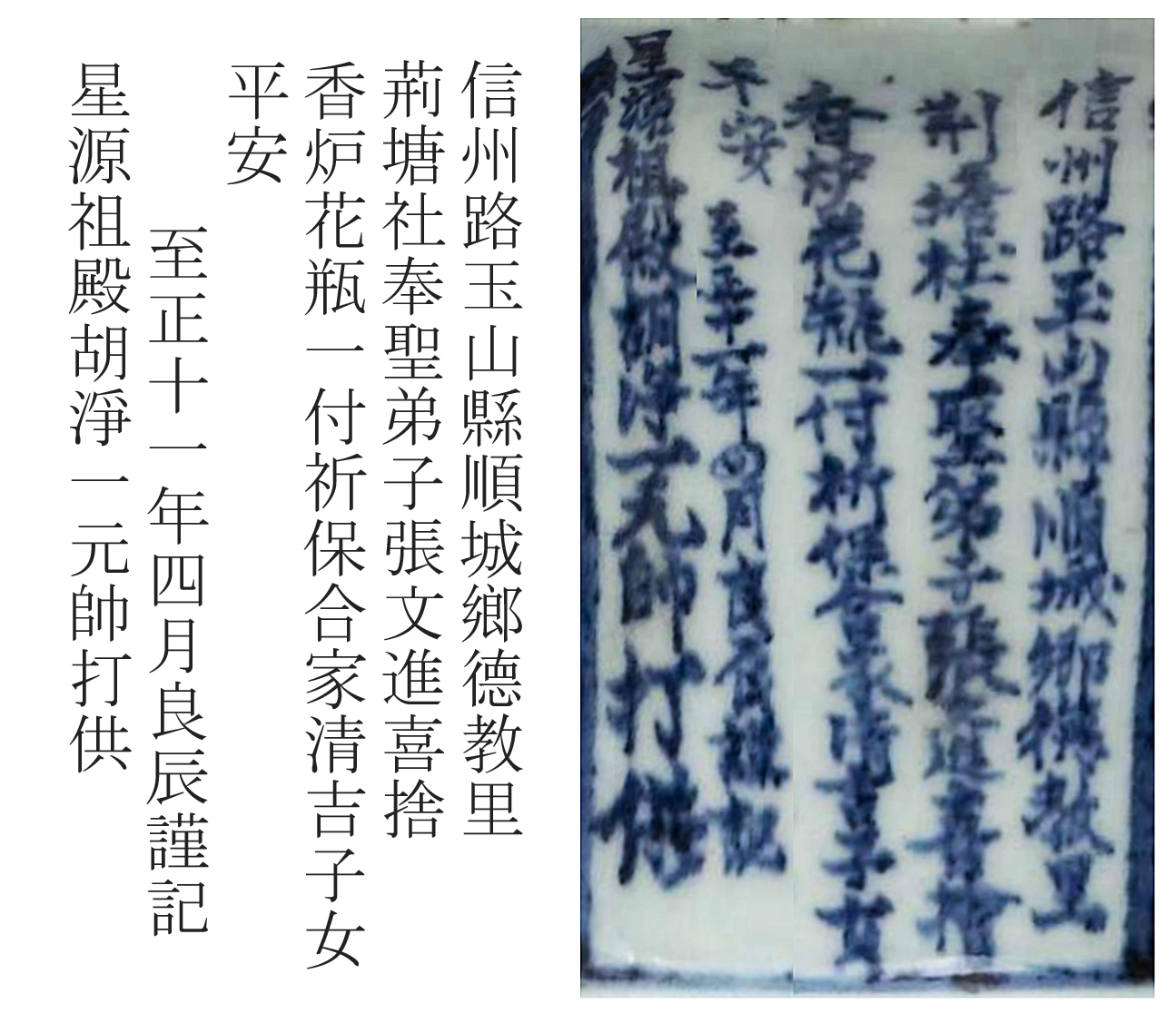
Dettaglio dell'iscrizione di uno dei due vasi. Nell'altro gli ultimi quattro caratteri del penultimo verso "良辰謹記" ("Iscrizione redatta in un giorno propizio") sono sostituiti con "吉日捨" ("Offre in un giorno propizio").

La forma dei vasi può ricordare dei recipienti in bronzo. I manufatti sono dipinti con un pigmento blu cobalto sottosmalto e presentano numerosi motivi propiziatori. Sulla parte centrale di ciascun vaso è dipinto un dragone a quattro artigli circondato da nuvole. Al di sopra si vede un motivo decorativo composto da fiori di loto. Sul collo vi sono delle fenici cinesi in volo e, sovrapposte, delle fasce di foglie di banano (nella stessa sezione in cui sono presenti le iscrizioni). Sulla bocca, infine, una decorazione con crisantemi. Il piede dei due vasi è arricchito da alcune peonie e vari simboli propiziatori racchiusi in petali che fungono da riquadri, mentre sul collo le anse sono costituite da teste di elefante. Originariamente i vasi dovevano avere anche degli anelli di porcellana appesi alle maniglie. Tra i due esemplari vi sono delle piccole differenze, come nel caso della bocca del dragone - chiusa in un caso, aperta nell'altro.

### Le iscrizioni
Sul collo dei vasi sono presenti delle dediche del committente Zhang Wenjin. Vi sono delle lievi difformità nelle iscrizioni dei due manufatti: difatti alcuni caratteri sono stati modificati in uno dei due, ma il significato è sostanzialmente invariato:
(Testo e traduzione dell'iscrizione presente sui David.)
L'undicesimo anno dell'era Zhizheng colloca i vasi nell'anno 1351. È stato evidenziato come le iscrizioni presentino alcuni caratteri scritti in modo errato o con una spaziatura non accurata, pertanto si esclude siano state scritte da un funzionario di corte. La capacità di commissionare dei manufatti in porcellana, costosi e di altissima qualità, da una fornace ufficiale e l'utilizzo delle insegne imperiale dei dragoni e delle fenici mal si conciliano con un livello così scadente delle iscrizioni: ciò pone dei dubbi sulla figura stessa di Zhang Wenjin. I due vasi furono richiesti in un periodo di rivolte contadine, e a tal proposito si è ipotizzato che il nome adoperato nelle iscrizioni possa essere uno pseudonimo del ribelle Zhang Shicheng.